# Харисон (Њујорк)
Харисон (енгл. Harrison) град је у америчкој савезној држави Њујорк.

## Демографија
По попису из 2010. године број становника је 27.472, што је 3.318 (13,7%) становника више него 2000. године.
| Група             | 2000.          | 2010.          |
| Белци             | 20.584 (85,2%) | 21.133 (76,9%) |
| Афроамериканци    | 345 (1,4%)     | 673 (2,4%)     |
| Азијати           | 1.314 (5,4%)   | 2.072 (7,5%)   |
| Хиспаноамериканци | 1.618 (6,7%)   | 3.202 (11,7%)  |
| Укупно            | 24.154         | 27.472         |